# 齊景公

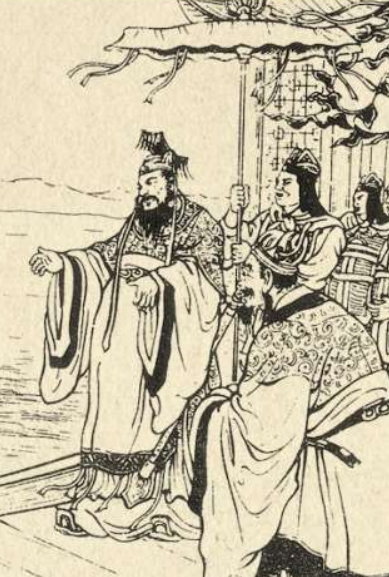
连环画《二桃杀三士》中的齐景公画像

齊景公（？—前490年），姜姓，名杵臼，齊後莊公的異母弟，在位時有名相晏嬰輔政。史書記載他“好治宮室，聚狗馬，奢侈，厚賦重刑”（《史記·齊世家》），《論語·季氏篇》記「齊景公有馬千駟，死之日，民無德而稱焉」。喜歡打獵，箭法卻不高明，晏子勸諫他，齊景公能納諫，在位58年，國內治安相對穩定。

## 生平

### 早年登基
齐景公并非齐灵公的嫡长子，因其兄齊後莊公被大夫崔杼所杀而登基即位。崔杼弑君后，与另一名大夫庆封共同执政，景公形同傀儡，唯命是从。
前548年，崔杼因家族内乱而自杀，庆封得以独自掌控朝政，但不久就不愿意再处理朝务，将国政托付于儿子庆舍。庆封父子荒淫无度，弄得朝政一片腐败，国中上下怨声不止。前546年，在庆封的一次外出时，公族公孙灶与公孙虿联合田无宇攻杀庆舍，庆封听到消息，自知大势已去而逃亡吴国。庆氏退出齐国政坛。公孙灶与公孙虿共同执政，二人都是公忠体国之能臣，且合作亲密无间，维持着齐国政权。
前539年与前534年，公孙灶与公孙虿相继死去。公孙灶的儿子栾施与公孙虿的儿子高强共同执政。田无宇窥视自己家族始终不能跻身最高层，便开始对栾施与高强二人挑拨离间，但并没有产生效果。前532年，田无宇乘栾施、高强醉酒之时，联合鲍牵发动袭击，栾施、高强情急之下便想挟持齐景公。阴谋败露，栾氏、高氏逃亡，他们的田邑被田氏、鲍氏瓜分。这时候，晏婴规劝田无宇将获得的财产、田邑上缴景公，田无宇遵循。自此吕氏公族势力稍有增强，齐景公的亲政掌权也有了物质保障。
经过长达16年的火并，齐国的内乱终于暂时告一段落，此时齐国由世卿国弱执政，而齐景公也基本成熟了，政治经验日益丰富。在国弱、晏婴等忠贞之臣的辅佐下，齐景公终于走出了大臣专权的阴霾，亲理朝政。

### 力图复霸
前558年，晋悼公病逝，晋国复兴霸业之举随之凋谢，后其正卿中行偃虽然相继打败楚国、齐国，终不能挽回因晋悼公的死而造成的损失。前550年，晋国栾氏引发内乱，齐国介入其中，使晋国国力再次衰败。
楚康王鉴于国内公族实力过强，与东方邻国吴国的战事愈演愈烈。同时晋平公年幼，才能平平，六卿势强，政出私门，国君的权威再度旁落。既然晋楚两国各有痼疾，无力外征，双方再度寻求讲和机会。前548年，晋国正卿范宣子士匄逝世，赵文子赵武执政。同年，楚国令尹薳子冯死去，屈建继立为令尹。晋国赵武与楚国屈建在宋国举行弭兵之会，暫時結束了竞争上百年的争霸之战，两国轉為实行修养并维护国力的政策。
晋国和楚国各自為了不同原因而與齊國停戰，相對而言齐国並没有類似的弱點，齐景公就在晏婴的辅佐下，富国强兵，企图光复齐桓公时的霸业。正是由于有这种政治抱负，早年的景公非常勤政，善于纳谏，关心臣民。以晏婴为齐相，齐国的国势渐渐恢复。在与诸侯国的交往中，景公还注意不卑不亢，尤其是对待争霸的对手晋国，有理有节地维护齐国的大国地位。

## 轶事
齊景公曾養了三名勇士，即公孫接、田開疆、古冶子。晏嬰因為三士無禮而向齊景公讒言翦除之，於是準備兩個桃子給三位壯士吃，結果三人相爭，每個都認為自己功勞都很大，最後三名勇士全都慚愧自殺，這是「一朝被讒言，二桃殺三士」的典故。
曾問政於孔子，孔子對曰：「君君；臣臣；父父；子子。」

## 家庭
娶鲁公子慭之女重为夫人，鲁昭公、子家羁逃亡到齐国时，公子慭让她出来相见，子家羁认为有违礼制，于是和鲁昭公出去了。儿子有燕姬子、公子嘉、公子驹、公子黔、晏孺子、公子鉏、齐悼公等。燕姬子早亡，故齐景公身后无嫡子，临终又废长立幼立晏孺子为继承人，为诸子争位埋下祸根。

## 影視作品
- 《东周列国春秋篇》由畢海峰飾演。
- 《孔子：決戰春秋》由馬精武飾演。